# Chimki Basketball Center
Chimki Basketball Center, (Russisch: Химки Баскетбольный центр), is een overdekte sportarena, die is gevestigd in Chimki, Oblast Moskou. De arena wordt voornamelijk gebruikt voor basketbal en andere sporten. De capaciteit van de arena voor basketbalwedstrijden is 5.025 toeschouwers. De vroegere naam van het complex was Sportpaleis Novator. Vroeger werd de hal gebruikt door het damesbasketbalteam ŽBK CSKA Moskou. Nu is Chimki Oblast Moskou de vaste bespeler.

## Geschiedenis
De voorloper van het basketbalcentrum van de regio Moskou was het Novator-sportpaleis. Het totale gebouwoppervlakte was 11.795 vierkante meter. Het basketbalcentrum is ontworpen om internationale competities te houden, in overeenstemming met de vereisten van FIBA Europe en de ULEB Cup. In 2010 werd de arena gerenoveerd en het aantal stoelen verhoogd tot 3.500.
Naast de speelhal met 3.500 zitplaatsen, omvat het complex twee sportscholen, zes kleedkamers, een perssector voor 45 zitplaatsen met 4 cabines voor commentaar, platforms voor camera's, een sector voor VIP's met 164 zitplaatsen, een perscentrum, een videostudio en nog veel meer.
Vanwege de veelzijdigheid van het basketbalcentrum waren er:
- Mixed Martial Arts Tournament MIX-FIGHT-COMBAT. Jeff Monson titelgevecht
- Internationaal toernooi in gevechtskarate SEIWAKAY
- VII Dag van de orthodoxe jeugd in de regio Moskou
- International Fight Tournament PROFC 49: Resurrection
- Kampioenschap van de regio Moskou in sportaerobics